# Deinoptila cazadora
Deinoptila cazadora är en fjärilsart som beskrevs av Paul Dognin 1893. Deinoptila cazadora ingår i släktet Deinoptila och familjen mätare. Inga underarter finns listade i Catalogue of Life.